# Übersteuerungsreserve
Übersteuerungsreserve ist ein Begriff aus der analogen Tontechnik und bezeichnet einen Dynamikbereich des Übertragungskanals, der in der Regel ungenutzt bleibt. Er ist nicht gleichbedeutend mit dem Begriff Aussteuerungsreserve.
Insbesondere in der Veranstaltungstechnik können so große Pegelschwankungen auftreten, dass das eingehende Signal unerwartet erheblich lauter sein kann als der zuvor festgestellte Nennpegel. Der Eingang des Kanals muss daher auch solche Pegel noch unverzerrt übertragen können.
Bereits auf einem Tonträger aufgezeichnete Signale benötigen im Prinzip zwar keine Übersteuerungsreserve. Wird das aufgezeichnete Signal jedoch durch einen Kanalzug eines analogen Mischpultes geführt, so kann beispielsweise das Anheben einzelner Frequenzbänder innerhalb einer Klangregelung (Bässe, Mitten, Höhen) zu einem zu hohen Pegel führen. Hier ist also innerhalb des Mischpultes eine Übersteuerungsreserve erforderlich.
Der Maximalpegel von Analog-Mixern und anderen professionellen Analoggeräten beträgt in der Regel +22 dBu. Es handelt sich um den Pegel, der zum Beispiel mit OpAmps und Versorgungsspannungen von +18 V und −18 V realisierbar ist. Die Übersteuerungsreserve solcher Analoggeräte beträgt, wenn man den europäischen Studiopegel von +6 dBu als Ausgangspunkt nimmt, etwa 16 dB. Die professionelle Audiotechnik, vornehmlich von amerikanischen und japanischen Firmen dominiert, hat ihren Bezugspegel üblicherweise bei +4 dBu, somit ergeben sich 18 dB Übersteuerungsreserve. Diese Übersteuerungsreserve ermöglicht ein komfortables und risikoloses Arbeiten mit manuellem Einstellen der Kanalpegel.

## Kritik

Das Anzeigeverhalten eines VU-Meters (schwarze Linie) verglichen mit dem Spitzenpegel (graue Fläche) eines Schlagzeug-Rhythmus. Pegel in dB, Zeit in Sekunden

Die Begriffe Übersteuerungsreserve und Aussteuerungsreserve sind in der gängigen Literatur und besonders in Artikeln im Internet nicht sauber voneinander abgegrenzt, sie werden in manchen Fällen sogar gleichbedeutend verwendet.
Die Darstellung, dass die Differenz von +4 dBu zu +22 dBu komplett als Übersteuerungsreserve anzusehen ist, ist ebenso in Zweifel zu ziehen. Sie kann nur als annähernd berechtigt angesehen werden im Zusammenhang mit wenig trägen Messinstrumenten, beispielsweise dem QPPM. Bei Verwendung eines amerikanischen VU-Meters mit beispielsweise 300 ms Integrationszeit ist ein besonders großer Headroom vorzusehen, da selbst geringfügig dynamische Signale im Spitzenpegel höher liegen als die VU-Anzeige desselben Signals.
Möglicherweise muss – gemessen mit VU Meter – für hochdynamische Signale der gesamte Bereich +4 dBu zu +22 dBu als Headroom = Aussteuerungsreserve angesehen werden. Eine exakte Betrachtung ist aber nicht möglich, da es "das" VU-Meter in Form einer eindeutigen Normierung, wie sie ARD oder EBU betreiben, nicht gibt. Die Normungen ANSI C16.5-1942, British Standards BS 6840, und IEC 60268-17 sind hier gegebenenfalls nicht eindeutig genug.